# پادمینی کولاپوری
پادمینی کولاپوری (مراتی: पद्मिनी कोल्हापुरे؛ زادهٔ ۱ نوامبر ۱۹۶۵) یک هنرپیشه، و خواننده اهل هند است.

## فیلم‌شناسی
فهرست برخی از فیلم‌هایی که پادمینی کولاپوری در آنها به ایفای نقش پرداخته‌است:
- دختر رؤیایی (۱۹۷۷)
- حقیقت، خدا و زیبایی (۱۹۷۸)
- ترازو عدالت (۱۹۸۰)
- کمی بی‌وفایی (۱۹۸۰)
- آهسته آهسته (۱۹۸۱)
- زمان نمایش (۱۹۸۱)
- بیمار عشق (۱۹۸۲)
- رابطه با درد (۱۹۸۲)
- سرنوشت (۱۹۸۲)
- ستاره (فیلم ۱۹۸۲) (۱۹۸۲)
- پدربزرگ صاحب (۱۹۸۲)
- این هفت روز (۱۹۸۳)
- بی‌قرار (۱۹۸۳)
- این عشق آسان نیست (۱۹۸۳)
- گام نو (۱۹۸۳)
- یک معمای جدید (۱۹۸۴)
- شگفت‌انگیزان (۱۹۸۴)
- عشق هرگز شکست نمی‌خورد (۱۹۸۵)
- عصر امروز (۱۹۸۵)
- داستان دو قلب (۱۹۸۵)
- زن متأهل (۱۹۸۶)
- عشق اینجوری کجاست (۱۹۸۶)
- زورگیری (۱۹۸۷)
- خیابان چاپ (۱۹۸۷)
- قفل کردن (۱۹۸۷)
- بخشنده (۱۹۸۹)
- دانه و آب (۱۹۸۹)
- قربانی خودش را نشان می‌دهد (۱۹۹۱)
- زن دوم (۲۰۰۶)
- مادر (فیلم ۲۰۱۳) (۲۰۱۲)
- قهرمان واقعی (۲۰۱۳)
- پانی‌پت (فیلم) (۲۰۱۹)

## جوایز
وی همچنین برنده جوایزی همچون جایزه فیلم‌فیر بهترین بازیگر زن (۱۹۸۲) و جایزه فیلم‌فیر بهترین بازیگر نقش مکمل زن (۱۹۸۰) شده‌است.